# 联合国安全理事会第16号决议
联合国安理会16号决议是于1947年1月10日在联合国安全理事会第91次会议上通过的。该决议是关于的里雅斯特问题的，以10票赞成，1票弃权通过。
决议决定成立的里雅斯特自由区，并核准其政权约章、永久规约和自由港约章。